# Neuroprótese
Neuroprótese ou prótese neural é uma disciplina relacionada à neurociência e engenharia biomédica  que  desenvolve próteses neurais. Próteses neurais são uma série de dispositivos que podem substituir um tecido nervoso que possa ter sido danificado como resultado de uma lesão ou uma doença. Os implantes cocleares são um exemplo de tais dispositivos. Estes dispositivos substituem as funções desempenhadas pelo tímpano e estribo, ao simular a análise de freqüência realizada na cóclea. Um microfone em uma unidade externa reúne o som e processa-o, o sinal processado é então transferido para uma unidade implantada, que estimula os nervos auditivos através de uma rede de microeletrodos. Através da substituição ou aumento dos sentidos danificados, estes dispositivos a intenção de melhorar a qualidade de vida das pessoas com deficiência.